# Vetus Testamentum
Vetus Testamentum est une revue académique trimestrielle couvrant divers aspects de l'Ancien Testament. Elle est publiée par Brill Publishers pour son commanditaire, l'Organisation internationale pour l'étude de l'Ancien Testament.

## Thèmes couverts
Le journal couvre l'ensemble de l'étude de l'Ancien Testament, y compris l'histoire, la littérature, la religion et la théologie, la langue, et les contributions  de l'archéologie et de l'étude du Proche-Orient ancien.